# 1825 dans le catholicisme
Chronologie du catholicisme
- 1821
- 1822
- 1823
- 1824
- 1825
- 1826
- 1827
- 1828
- 1829

1825 est une Année sainte.

## Évènements
- 25 janvier : Encyclique Ad Plurimas de Léon XII sur la rénovation de la Basilique Saint-Paul-hors-les-Murs, à la suite de l'incendie de 1823
- 29 mai : Dernier sacre d'un roi de France (Charles X), en la cathédrale de Reims.

## Naissances
- 20 avril : François-Xavier Leray, prélat et missionnaire français, archevêque de La Nouvelle-Orléans, précédemment évêque titulaire d'Ionopolis (de) († 23 septembre 1887)
- 3 décembre : Jean-Baptiste Houillon, prêtre et missionnaire français, victime de la Commune de Paris († 27 mai 1871)

## Décès
- 8 janvier : Mathieu Asselin, ecclésiastique français, évêque constitutionnel du Pas-de-Calais (° 19 mars 1736)
- 1er août : Antonio Lamberto Rusconi, cardinal italien de la Curie (° 19 juin 1743)
- 3 octobre : Claude Simon, prélat français, évêque de Grenoble (° 15 novembre 1744)
- 4 décembre : Carlos da Cunha e Menezes, cardinal portugais, patriarche de Lisbonne (° 9 avril 1759)
- 10 décembre : Luigi Ercolani, cardinal italien de la Curie (° 17 octobre 1758)